# Csiu hsziang lajcse naj
A Csiu hsziang lajcse naj (kínaiul: 就想賴著妳, pinjin: Jiù xiǎng làizhe nǎi), angol címén Down with Love 2010-ben bemutatott tajvani dráma, Jerry Yan és Ella Chen főszereplésével. Tajpejben és Hangcsou (Hangzhou)ban forgatták.
2010-ben a sorozatot jelölték a Golden Bell Awards Best Marketing Program (节目行销奖) díjára.

## Szereplők
- Jerry Yan - Hsziang Jü-ping (Xiang Yu Ping) 項羽平
- Ella Chen - Jang Kuo (Yang Guo) 楊果
- Kelly Huang (小嫻) - Jang Tuo (Yang Duo) 楊朵
- Michael Zhang - Csi Ko-csong (Qi Ke Zhong) 齊可中
- Csen Ce-han (Chen Zi Han) - Ting Huj-fan (Ding Hui Fan) 丁卉凡
- Csi Hszing-ling (Ji Xin Ling) (紀欣伶) - Hsziang Jü-fej (Xiang Yu Fei) 項昱霏 (Jü-ping (Yu-ping) unokahúga)
- Hsziao Hsziao-pin (Xiao Xiao Bin) (小小彬) - Hsziang Jü-ting (Xiang Yu Ting) 項昱霆 (Jü-ping (Yu-ping) unokaöccse)
- Amanda Zhou - Hszü Jan-ling (Xu Yan Ling) 徐雁玲
- Ku Pao-ming (Gu Bao Ming) - Jen Po-tong (Yan Bo Tong) 楊伯通
- Jen Ji-en (Yan Yi En) - Liang Cse-hao (Liang Zhi Hao) 梁志豪
- Jeno Liu (劉力揚) - Szu Fej (Su Fei) 蘇斐
- Zsong Zsong (Rong Rong) (榮蓉) - Csi (Qi) anyja